# ازكارية (بومطاش)
ازكارية هو دُوَّار يقع بجماعة عين لحصن، إقليم تطوان، جهة طنجة تطوان الحسيمة في المملكة المغربية. ينتمي الدوّار لمشيخة بومطاش التي تضم 14 دوار. يقدر عدد سكانه بـ 464 نسمة حسب الإحصاء الرسمي للسكان والسكنى لسنة 2004.

## روابط خارجية
- البوابة الوطنية للجماعات الترابية
- المندوبية السامية للتخطيط